# Bàn chân
Bàn chân là một cấu trúc giải phẫu gặp ở nhiều động vật có xương sống, cho phép động vật di chuyển. Nó còn được sử dụng làm đơn vị đo lường (foot).